# Eulogio Gillow y Zavalza
Eulogio Gillow y Zavalza (* 11 de marzo de 1841 en la ciudad de Puebla - † 16 de mayo de 1922 en Ejutla. Último obispo y primer arzobispo de Antequera (Oaxaca). Tuvo gran poder e influencia gracias a la gran amistad con el presidente de la República Porfirio Díaz —ver asuntos políticos en Porfirio Díaz— lo que contribuyó a las buenas relaciones Iglesia-Estado, su amistad con el presidente fue un factor de estabilidad social en el sureste de México debido a que toda la región dependía de su jurisdicción. Fue propietario de la Hacienda de San Antonio Chautla, la cual, gracias a su amistad con Díaz, fue una de las más ricas e importantes de México durante el Porfiriato.

## Origen
Su padre, Thomas Gillow (1797-1877) natural de Liverpool, había venido a México en 1819 a abrir una sucursal de la joyería Roskel que estableció en la céntrica calle de la Profesa teniendo mucho éxito e ingresando a la alta sociedad capitalina. Ahí contrajo nupcias, el 6 de septiembre de 1830, con Soledad Gutiérrez de Rivero Rodríguez de Pinillos (1788-1832), marquesa de Selva Nevada, quien había enviudado de Felipe Zavalza Aróstegui (n. 1782), con quien tuvo once hijos, de los cuales solo tres llegaron a edad adulta. A la muerte del marqués, Soledad heredó importantes bienes raíces cercanos a la ciudad de Puebla que compartió con su nuevo esposo Thomas Gillow quien se dedicó entonces a administrar la nueva fortuna. De este primer matrimonio nació Francisco de Paula Gillow Gutiérrez del Rivero (1932-1934). Al fallecer Soledad en 1832, Gillow quedó unido a su hijastra Josefa Zavalza Gutiérrez del Rivero (n. 1807), que por las circunstancias permanecerían unidos para autonombrarse herederos mutuos con el fin de resolver los problemas relacionados con la herencia de la marquesa de Selva Nevada, no obstante no haber impedimento para contraer matrimonio nunca lo llevaron a cabo pero tuvieron a su único hijo Eulogio quien sin embargo llevaría los apellidos Gillow y Zavalza.

## Primeros años de sacerdocio

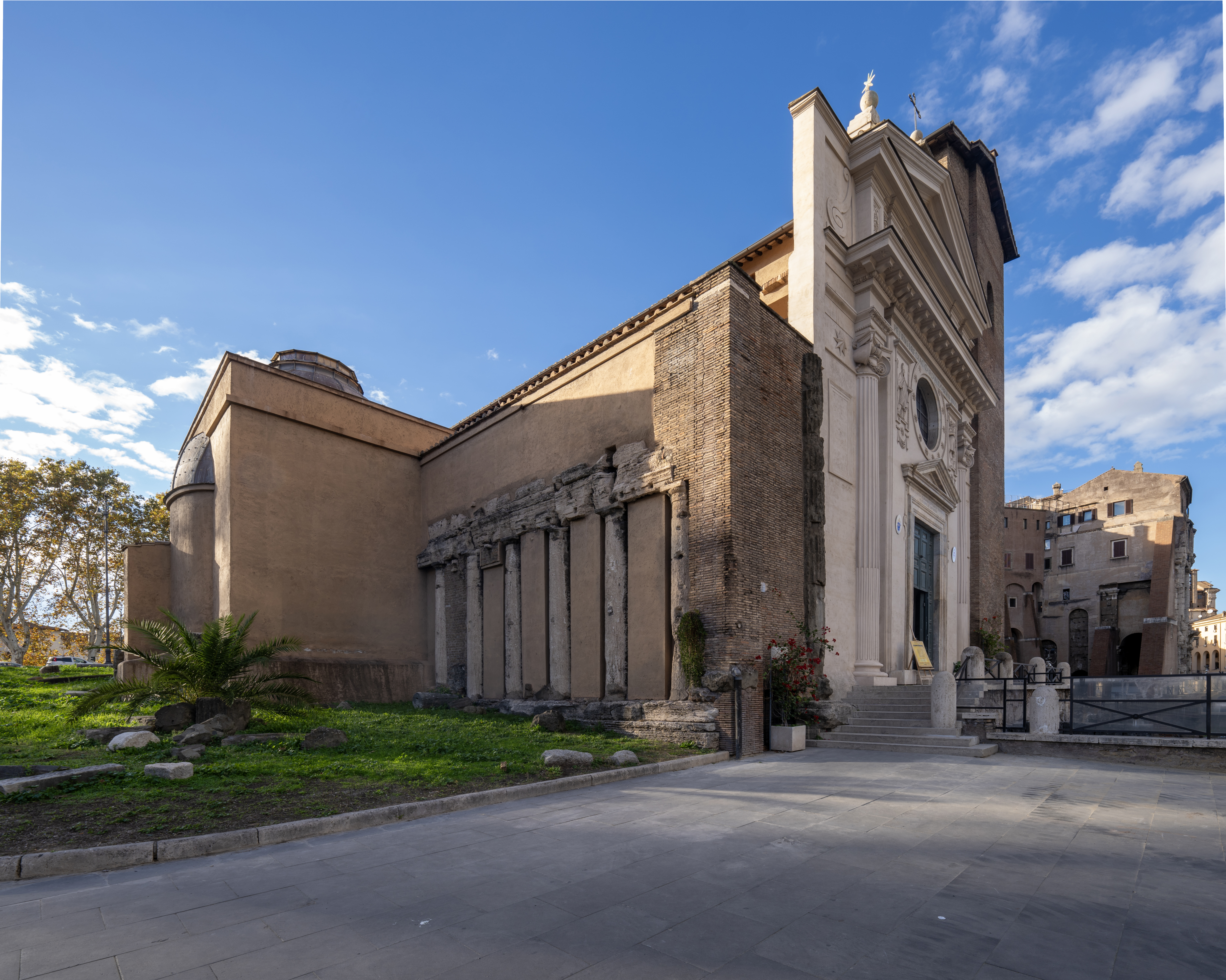
Gillow obtuvo que se colocara en la capilla lateral de San Nicolás en Carcere una imagen de la Guadalupana en donde aún es venerada.

En la niñez fue educado en los principios de la religión católica por sus padres y en especial por su padrino el Dr. José Ma. Marín. A los diez años acompañó a su padre a Inglaterra en ocasión de la Exposición Universal de 1851 y para ser internado en la escuela del párroco de Dorchester, pasados dos años en esta escuela donde aprendió inglés, se inscribió en el famoso colegio de Stonyhurst de los Padres de la Compañía de Jesús, después de tres años pasó al Colegio belga de Alost de la misma Compañía para aprender el francés obteniendo las más altas calificaciones y en el último año desempeñó el cargo de Prefecto de la Congregación Mariana recibiendo el premio Saggese. Recorrió Europa visitando las más importantes universidades para elegir aquella en la que habría de estudiar una carrera. Se inclinó por la carrera eclesiástica inscribiéndose en la Academia Eclesiástica de Nobles y posteriormente en la Universidad Gregoriana en la que tuvo profesores de la talla de Franzelin y Tarquini. 
En Roma conoció al Emperador Maximiliano en la recepción que se le ofreció como futuro soberano de México ya que era pariente de uno de los más destacados monárquicos: José María Gutiérrez de Estrada, igualmente en Roma conoció a famosos generales conservadores como Antonio de Haro y Tamariz y también en Roma recibió la tonsura de manos de Labastida y Davalos, pero no quiso ser ordenado sacerdote sino hasta llegar a México donde fue recibido por su padre Thomas, no así su madre que murió en Cádiz años atrás al ir a visitarlo. Recibió las órdenes menores y mayores en el Santuario de Ocotlán de la que su madre era muy devota por haber salvado a su hijo del cólera en Puebla.
El novel presbítero se instaló en la capital que en aquel tiempo sufría los enfrentamientos entre liberales y conservadores, su padre había conseguido con su amigo ministro Joaquín Ruiz la reapertura del templo de la Profesa y había comprado la antigua casa de los jesuitas para edificar un hotel, pero que sirviera al mismo tiempo para dar albergue a los padres que mantendrían al templo, este fue el origen del Hotel Gillow. Para no verse envuelto en la política Gillow y Zavalza se embarcó rumbo a Europa en abril de 1866, en el camino trabó amistad con el general Almonte que viajaba a París como representante. En Roma fue nombrado camarero secreto supernumerario del Papa y servía a las audiencias gracias a que dominaba cuatro idiomas, por entonces visitó varias veces a la Emperatriz Carlota que se hallaba en Roma para tratar el Concordato, y se dio cuenta de cómo la soberana iba perdiendo la razón. En 1863 se doctoró en Derecho canónico. Estuvo presente en la definición dogmática de la Infalibilidad pontificia en calidad de prelado doméstico dentro de la Corte pontificia. Monseñor Gillow logró que se colocara una imagen de la Guadalupana en la capilla lateral de San Nicolás en Carcere hallada y llevada a Roma por los jesuitas mexicanos desterrados en 1767. En aquella ceremonia de instalación participaron más de 60 obispos.

## La hacienda de Chautla

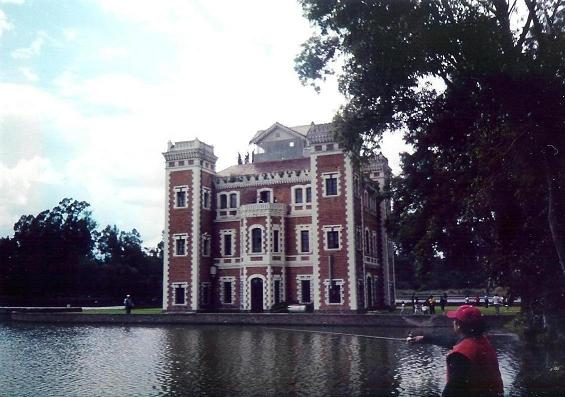
Casa de la exhacienda de Chautla que recuerda las casas de campo inglesas, fue una de las de mayor esplendor durante el porfiriato que Gillow dedicó para escuela de agricultura.

De regreso a México en 1870, Guillow introdujo grandes mejoras agrícolas a la hacienda heredada de su padre, el antiguo marquesado de Selva Nevada, quien había instalado una fundición en y dado a conocer el arado de hierro, la pala de Lyndon y el beneficio de las tierras por medio del abono, y más tarde el obispo Gillow introduciría una trilladora de trigo, una cortadora de alfalfa y otra de trigo y una máquina para agavillar trigo. Aumentó el salario de sus trabajadores y estableció escuelas para sus hijos, no permitió las tiendas de raya e instaló un observatorio meteorológico. Tan benéfica labor hizo en Chautla que el presidente Francisco I. Madero se deshizo en elogios y mandó que el gobierno pagase a los maestros de la escuela.
Durante el porfiriato formó parte de la comisión que construyó los Ferrocarriles Nacionales cuyos dictámenes siempre eran aprobados por la presidencia al igual que en la construcción del ferrocarril interoceánico como había participado antes en el de Puebla a Texmelucan.

## Obispo de Oaxaca (Antequera)

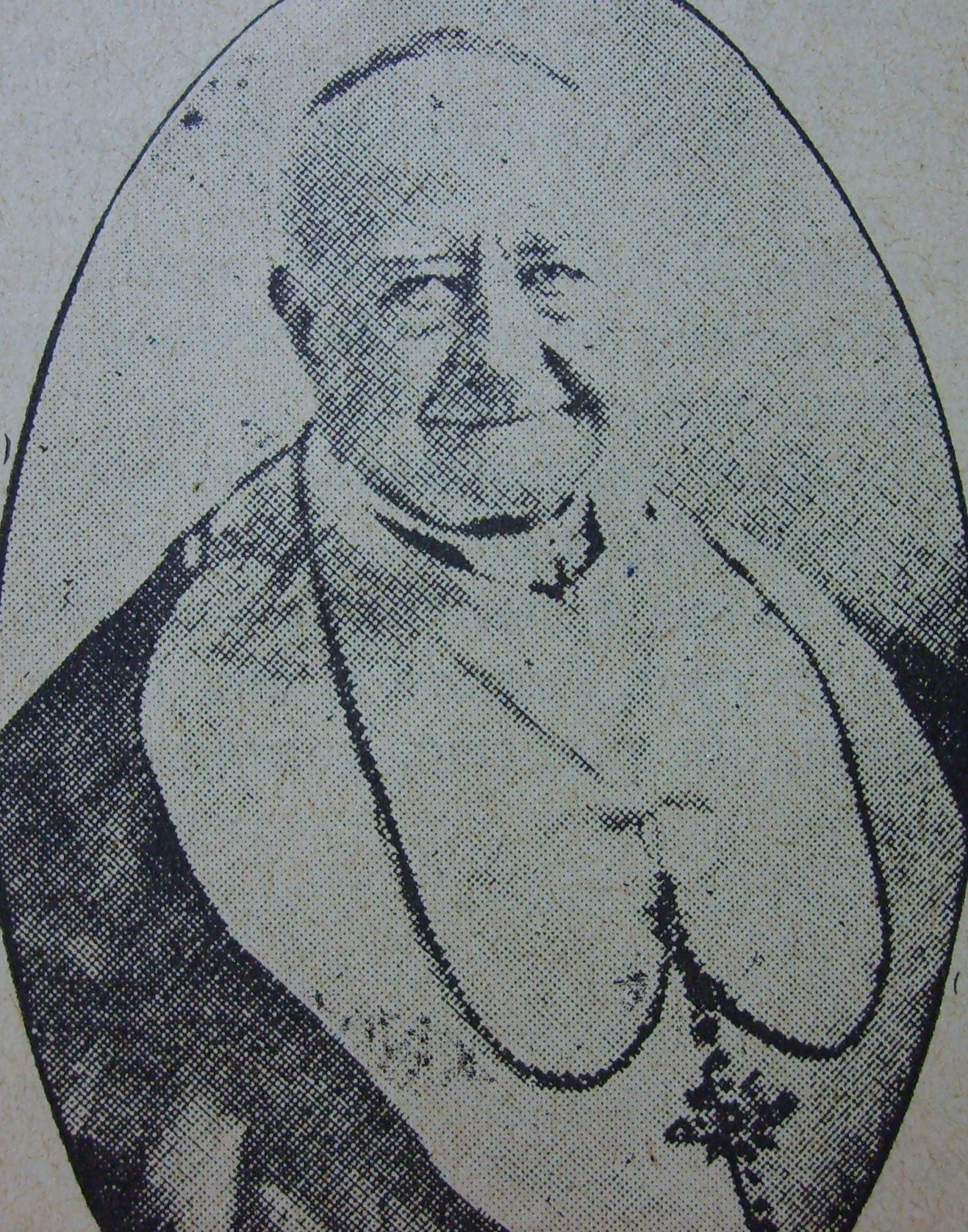
El arzobispo Gillow en los últimos años de su vida.

A raíz de la muerte de su padre, Gillow radicó en México, sin dejar de visitar sus haciendas, cuando fue nombrado por su amigo Labastida y Dávalos capellán de los templos de la Encarnación y de la Enseñanza, restauró el primero y se dedicó a dar conferencias y al servicio del confesionario. Poco después se le ofreció la sede vacante de Puebla, pero la rechazó, no así la de Oaxaca que aceptó por órdenes de Papa, por tanto fue consagrado el 31 de julio de 1887 en el templo de la Profesa. A la ceremonia asistió lo más granado de la sociedad metropolitana destacando el presidente Porfirio Díaz y familia. Durante su administración episcopal Gillow se dedicó a visitar y a reparar los templos de su diócesis, empezando por la Catedral y no solo benefició a su diócesis sino a la ciudad de Oaxaca construyendo una ladrillera y una planta de gas que proporcionó luz a la ciudad; trabajó para introducir la causa de beatificación de los mártires de Caxonos, y según se halla en sus apuntes, confirmó a más de un millón de católicos. Solicitó la erección del obispado de Tehuantepec para atender a los zapotecas; visitó varias veces Roma en donde solicitó reformas para la Iglesia Mexicana y donde también consiguió varias reliquias para la Catedral de Oaxaca; mandó al artista Tadolini hacer el altar mayor de la misma Catedral. El 25 de diciembre de 1891 se erigió el arzobispado de Antequera; poco después convocó a un Concilio Provincial a un Síndico Diocesano y en 1898 publicó su primera Carta Pastoral firmada en la hacienda de Chautla; consagró a varios prelados y asistió al Concilio Plenario Latino Americano celebrado en Roma en 1899; visitó a la Reina de España en Madrid; de regreso a México asistió a la coronación de la Virgen de Ocotlán y el 18 de enero de 1909 a la coronación de la Virgen de la Soledad de Oaxaca con una fina corona con las joyas y las esmeraldas de su señora madre, la marquesa de Selva Nevada. 

## Obras de monseñor Gillow
- Apuntes históricos sobre la idolatría y la introducción del cristianismo en la diócesis de Oaxaca.
- Reminiscencias del Ilmo. y Rmo. Sr. Dr. D. Eulogio Gillow y Zavalza, Arzobispo de Antequera (Oaxaca). Cuatro ediciones publicadas entre 1920 y 1921 en español.
- Actas y Decretos del Concilio I de Antequera celebrado en Oaxaca, del 8 de diciembre de 1892 al 12 de marzo de 1893.
- Primera carta pastoral del Illmo. señor doctor don Eulogio G. Gillow en la que saluda al clero y fieles de la diócesis que se le ha confiado.
- Informe rendido á la Sociedad agrícola mexicana, sobre las ventajas que resultan á México de cultivar los cereales con la maquinaria agrícola norte-americana, 1880.

## En la cultura popular
En la telenovela El vuelo del águila fue interpretado por el actor Jorge Mondragón.

## Fuente primaria
- Edicto de monseñor Gillow con motivo de la coronación de la Santísima Virgen de Guadalupe